# Ernst Diekmann
Ernst Diekmann (* 1. November 1924 in Bremen; † 9. Januar 2020 in Bremen) war von 1976 bis 1989 Polizeipräsident in Bremen. Er war zudem Präsident des bremischen Landesverbandes des Deutschen Roten Kreuzes und Träger des Bundesverdienstkreuzes.

## Biografie
Diekmann trat 1942 als 18-jähriger in die Wehrmacht ein. Nach Ende der Kriegsgefangenschaft wurde er 1946 Polizist.
Er war während seiner Dienstzeit unter anderem als Lehrer an der Landespolizeischule tätig und arbeitete von 1971 bis 1973 als Regierungsberater und Leiter einer Polizei-Expertengruppe im Auftrag des deutschen Innen- und Entwicklungshilfeministeriums in Afghanistan. Der Putsch durch Mohammed Daoud Khan am 17. Juli 1973 und die Abdankung von König Zahir Schah am 24. August 1973 beendeten den Aufenthalt. Nach seiner Rückkehr nach Bremen wurde Diekmann Leiter der Landespolizeischule.
Im März 1976 wurde Diekmann Nachfolger des über die sogenannte »Tonbandaffäre« gestürzten Polizeipräsidenten Erich von Bock und Polach. Schon bei seinem Amtsantritt erklärte er, dass er in jedes Fettnäpfchen treten werde, das betreten werden müsse, um den Bürgern Bremens Sicherheit und Ordnung zu geben.
Am 6. Mai 1980 ließ die Bundeswehr 1200 Rekruten im Weserstadion ihr feierliches Gelöbnis ablegen. Das Ereignis, das als festliche Veranstaltung aus Anlass des 25-Jahre-Jubiläums des NATO-Beitritts gedacht war, rief Gegendemonstrationen von linken und pazifistischen Gruppierungen hervor, die in Straßenschlachten mit der Polizei eskalierten. Insgesamt fanden sich ca. 8000 Demonstranten ein, an die 250 Polizisten wurden verletzt, der Sachschaden war ebenfalls erheblich.
Im Bremer Stadtteil Mitte errichtete kurz einen Monat später eine kleine Gruppe von etwa 30–50 Besetzern zunächst ein Zeltlager und später auf dem Präsident-Kennedy-Platz eine feste Hütte aus Holzstämmen mit Grasdach als Botschaft der „Republik Freies Wendland“. Der Senat verzichtete auf die Entfernung. Mit der Stadt Bremen wurde ein Duldungsvertrag ausgehandelt, so dass die Gruppe dort etwa ein Jahr bleiben konnte.
Diekmann drang auf eine Befassung mit dem Unbehagen der Polizei durch Innensenator Fröhlich und die Deputation. Fröhlich forderte ihn zur Niederschrift seiner Kritik auf.
Dieser Aufforderung kam Diekmann nach. Er stellte dar, dass die Polizei ihren Auftrag nicht erfüllen könne und die Politik dafür mit  verantwortlich sei. Verträge mit Atomkraftgegnern und Hausbesetzern machten Rechtsbrecher hoffähig und den Versuch zur Durchsetzung des Rechts zur Farce. An der Universität gebe es „Naturschutzparks für mindestens Verbalradikalismus.“ Die Entwicklung der Sympathisantenszene des Terrorismus gebe zu Befürchtungen Anlass. Bürgerinitiativen regelten eigenmächtig den Straßenverkehr in ihrem Wohnbereich. Es gebe weite Freiräume, die für die Polizei sakrosankt würden. Die Beamten seien demotiviert und frustriert; 15 Prozent von ihnen seien „Nullarbeiter“.
Das Papier gelangte noch vor der Befassung in der Innendeputation an die Öffentlichkeit. Innensenator Fröhlich musste seinen Urlaub abbrechen und nach Bremen zurückkehren, nachdem die Opposition in der Bremischen Bürgerschaft seinen Rücktritt gefordert hatte. Ernsthafte Folgen hatte die Kritik für Diekmann nicht: Es blieb bei einer Rüge. Allerdings kritisierte die Gewerkschaft der Polizei den Polizeipräsidenten und stieß sich insbesondere an seiner „Nullarbeiter-Aussage.“
Als es Mitte 1984 in Bremen zu einer Großdemonstration von 5000 Polizisten aus dem gesamten Bundesgebiet kam, trat Diekmann öffentlichkeitswirksam aus der Gewerkschaft aus, der er 36 Jahre lang angehört hatte. Er erklärte, dass er sich „weder persönlich noch in der Funktion von der GdP vertreten“ fühle, wie er sagte. Schon seit 1980 sei sein „Verhältnis zur GdP gespannt“ gewesen.
Diekmann trat 1989 in den Ruhestand. Bereits während seiner Zeit als Polizeipräsident hatte er sich ehrenamtlich beim Deutschen Roten Kreuz engagiert. Nach seiner Pensionierung übernahm er 1990 das Amt des Präsidenten des bremischen Landesverbandes, das er bis 1996 innehatte. Für dieses Engagement wurde er mit dem Bundesverdienstkreuz ausgezeichnet.
Diekmann lebte zuletzt in der Stiftungsresidenz Ichon-Park in Bremen–Oberneuland. Er starb am 9. Januar 2020.